# Harry Blossfeld
Harry Blossfeld (Potsdam,  27 de fevereiro de 1913 - 7 de julho de 1986) foi um botânico alemão radicado no Brasil.
A família Blossfeld é originária do estado da Turíngia, notável centro de estudos e práticas de botânica. Os ancestrais de Harry foram em sua maioria cultivadores, e seu avô, Karl Blossfeld, fundou um viveiro na cidade de Kölleda.  Os Blossfeld foram os descobridores de várias espécies de plantas ornamentais, tais como:
• Cattleya blossfeldiana Werderm.  (Orchidaceae), descoberta por Robert Blossfeld, pai de Harry;
• Blossfeldia liliputana (Cactaceae), descoberta por Harry Blossfeld;
• Tradescantia blossfeldiana (Commelinaceae), descoberta por Harry Blossfeld;
• Amaryllis blossfeldiana (Amaryllidaceae)
• Kalanchoe blossfeldiana (Crassulaceae), popularmente conhecida como flor-da-fortuna , descoberta por Robert Blossfeld
•Mammillaria blossfeldiana (descoberta por Robert Blossfeld)
Harry Blossfeld estudou botânica na Universidade de Berlim, onde se especializou em orquídeas e cactáceas. Seu pai, Robert Blossfeld (1882–1945), estabeleceu-se em Potsdam, perto de Berlim, onde em 1913 constituiu uma firma de importação e exportação de plantas e sementes, que atingiu nível internacional. 

Em 1935, diante da ascensão do nazismo na Alemanha, Harry decide viajar, sair da Alemanha. Em 1935 e 1936 realiza expedições pela América do Sul, com o objetivo de coletar novas espécies. Afinal, transfere-se para o Brasil, fixando-se na cidade de São Paulo, onde adquire um terreno no Tremembé, iniciando, com sua mulher, Anita - com quem se casara em 1937 - a formação de um orquidário, com o objetivo de importação e exportação de plantas e sementes. Empreende novas expedições entre 1940 e 1941. Entretanto, sofria de um tipo de tuberculose pulmonar, o que o obriga a ficar acamado por vários anos.
Recuperado da doença, passa a trabalhar para a Prefeitura de São Paulo em 1964, efetuando o levantamento de áreas verdes para a formação de viveiros, dentre estes o Viveiro de Cotia, considerado o maior do Brasil dedicado à conservação da vegetação natural. Com sua mulher, funda a Escola de Jardinagem do Parque Ibirapuera, em 1969. Entre 1976 e 1978, sempre com a colaboração de Anita, orgniza o Parque do Centro Campestre de Parelheiros, em Santo Amaro. Em seu livro Jardinagem de 1965, Harry Blossfeld relata a evolução da jardinagem pública no município de São Paulo:
Os jardins públicos foram atendidos por uma repartição municipal, de que eram distinguidos chefes os Srs. Arthur Etzel, o Sr. Manuel Lopes de Oliveira Filho (Manequinho Lopes) e o Sr. Arthur Etzel Filho, que imenso trabalho realizaram, para dotar a cidade de ajardinamentos públicos, acompanhando seu vertiginoso crescimento.
Em homenagem póstuma, o viveiro de Cotia, localizado no parque Cemucam, passou a se chamar  Viveiro Harry Blossfeld.